# Плодожорки

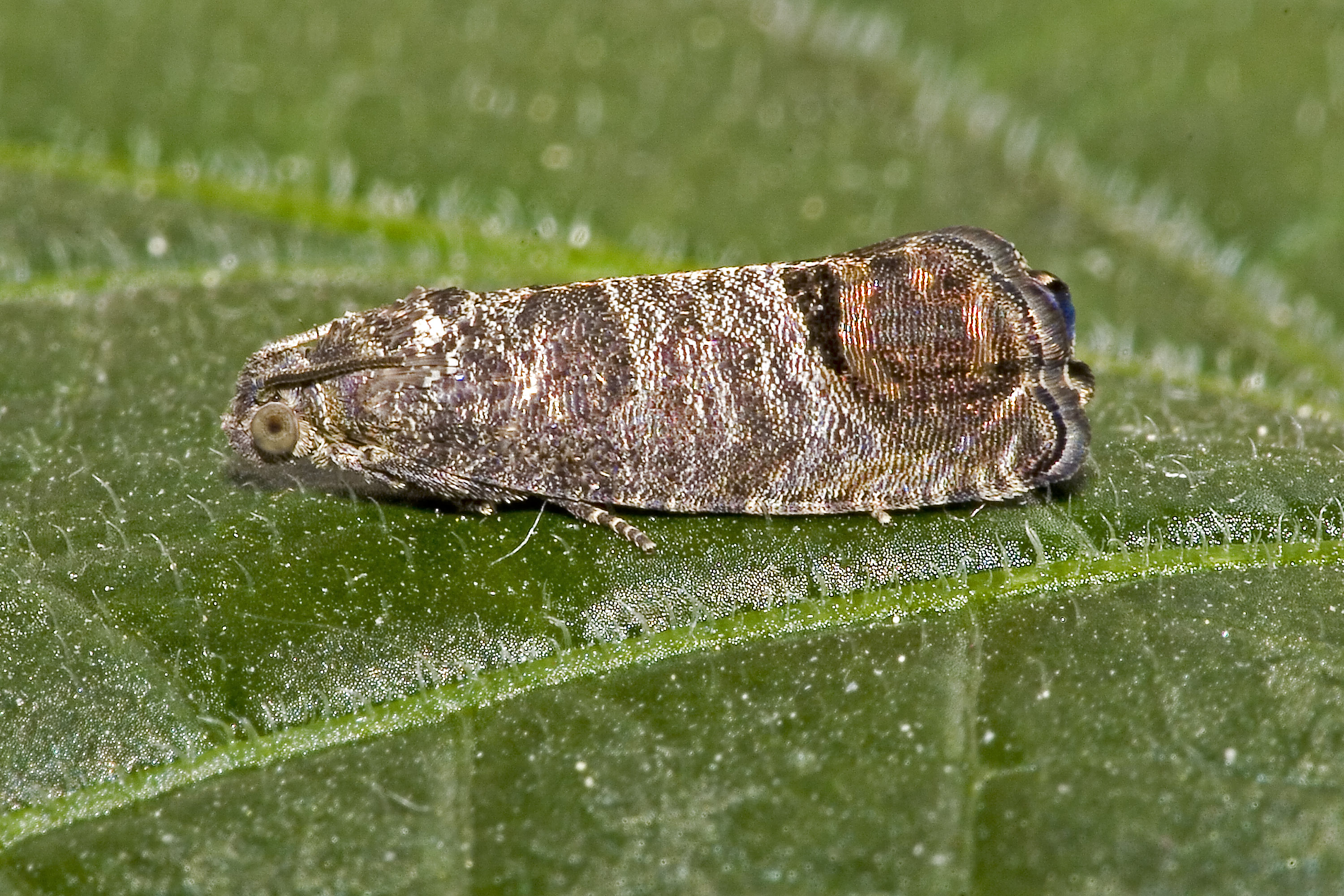
Яблонная плодожорка

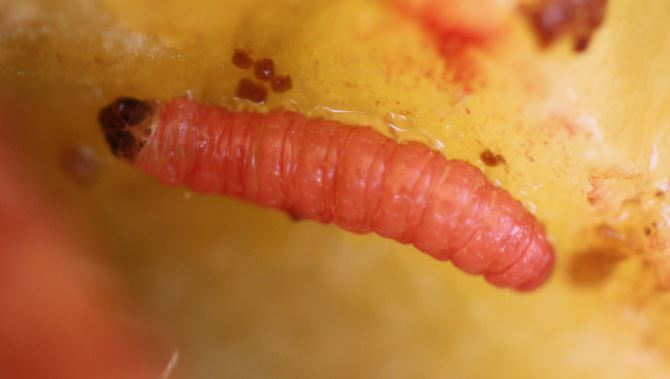
Гусеница сливовой плодожорки

Плодожо́рки — общее название бабочек из семейства листовёрток. Иногда выделяются в отдельную трибу Laspeyresiini. В прикладной энтомологии термин также используется для обозначения любых гусениц-карпофагов, а иногда и бабочек со сходным образом жизни.
Плодожорки принадлежат в основном к родам Cydia, Grapholita и Laspeyresia. Насчитывается около 50 видов. Бабочки, как правило, имеют размах крыльев 8—20 мм, передние тёмной окраски, с пёстрым рисунком, задние — более светлые, однотонные. Гусеницы различной окраски, от розовой до белой, с тёмной головкой.
Гусеницы плодожорок обычно развиваются в плодах растений и питаются ими. Некоторые живут под корой деревьев, в стеблях и на корнях травянистых растений и т. д. Окукливаются внутри плодов, в почве, в трещинах коры и т. п.
Многие виды являются вредителями культурных растений. Широко распространены яблонная (Cydia pomonella), сливовая (Grapholita funebrana), грушевая (Cydia pyrivora), восточная (Grapholita molesta), гороховая (Cydia nigricana) и другие плодожорки. Для борьбы с ними применяются инсектициды; естественными врагами являются трихограммы, которых иногда разводят и выпускают в сады в период лёта плодожорок.